# ميروسلاف كادليتس
ميروسلاف كادليتس (بالتشيكية: Miroslav Kadlec)‏ (مواليد 22 يونيو 1964) هو لاعب كرة قدم. يلعب مع منتخب تشيكوسلوفاكيا لكرة القدم. سبق له أن لعب في كأس العالم لكرة القدم مع منتخب بلاده.

## روابط خارجية
- ميروسلاف كادليتس على موقع الاتحاد الدولي (مؤرشف)  (الإنجليزية)
- ميروسلاف كادليتس على موقع الاتحاد الأوربي (الإنجليزية)
- ميروسلاف كادليتس على موقع الاتحاد التشيكي (الإنجليزية)
- ميروسلاف كادليتس على موقع قاعدة بيانات كرة القدم.إي يو (الإنجليزية)
- ميروسلاف كادليتس على موقع بيانات كرة القدم. دي إي (الألمانية)
- ميروسلاف كادليتس على موقع ناشيونال فوتبول تيمز (الإنجليزية)